# Ферміньяно
Ферміньяно (італ. Fermignano) — муніципалітет в Італії, у регіоні Марке,  провінція Пезаро і Урбіно.
Ферміньяно розташоване на відстані близько 200 км на північ від Рима, 75 км на захід від Анкони, 34 км на південний захід від Пезаро, 5 км на південь від Урбіно.
Населення — 8680 осіб (2014).
Щорічний фестиваль відбувається 26 липня. Покровитель — Sant'Anna.

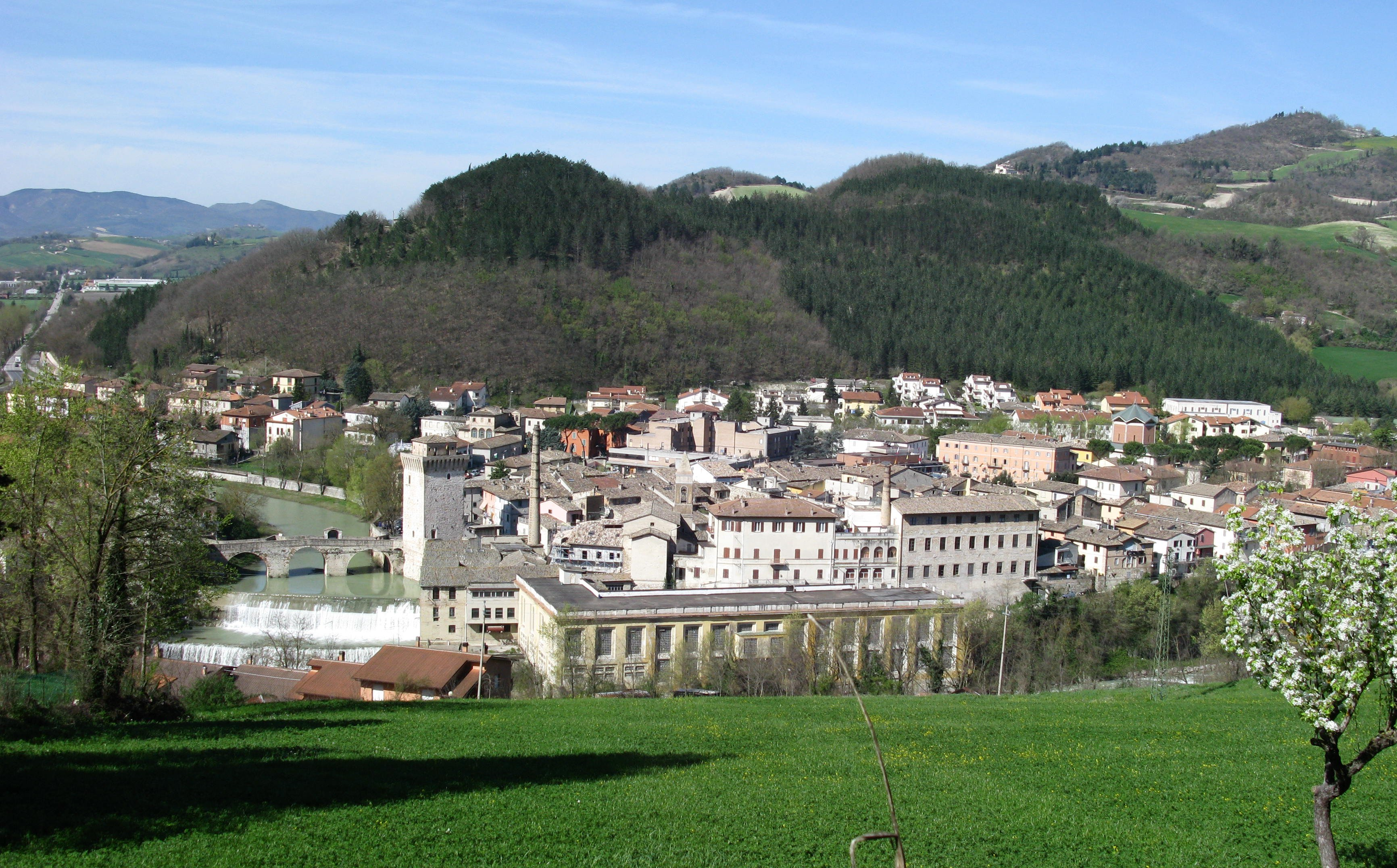
Fermignano

## Демографія
Населення за роками:

Станом на 1 січня 2023 року в муніципалітеті офіційно проживало 849 іноземців з 41 країни, серед них 180 громадян країн Євросоюзу та 24 громадяни України.

## Сусідні муніципалітети
- Аккуаланья
- Кальї
- Фоссомброне
- Урбанія
- Урбіно